# Mihhail Korb

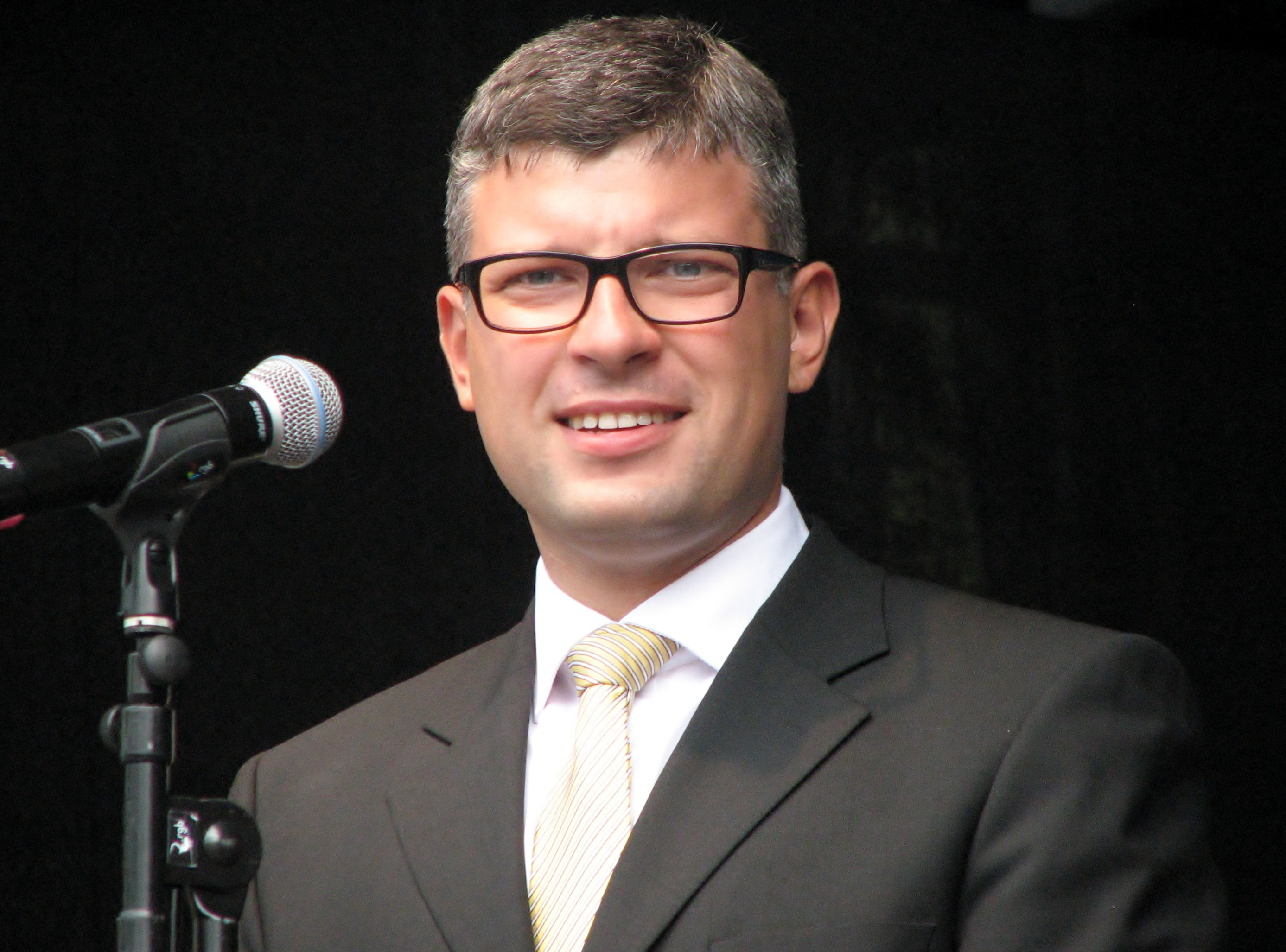
Mihhail Korb (2012)

Mihhail Korb (* 3. März 1980 in Pärnu) ist ein estnischer Politiker. Vom 23. November 2016 bis 24. Mai 2017 war er Minister für öffentliche Verwaltung der Republik Estland. Korb gehört der Estnischen Zentrumspartei (Eesti Keskerakond) an.

## Leben
Mihhail Korb wurde 1980 als Sohn des estnischen Politikers Valeri Korb (* 1954) geboren. Er schloss das Gymnasium in Ahtme im Nordosten Estlands ab.
Korb erhielt 2008 seinen Master in Wirtschaftswissenschaft an der Technischen Universität Tallinn. Ab 2010 studierte er dort außerdem das Fach Energietechnik.

### Politische Tätigkeit
Von 2001 bis 2004 war Korb bei der Stadtverwaltung von Kohtla-Järve beschäftigt – anschließend, bis 2005, bei der Verwaltung des Tallinner Stadtteils Mustamäe.
Im Jahr 2002 trat er der Estnischen Zentrumspartei bei. Von 2005 bis 2011 war Korb Bürgermeister des Stadtteils Kristiine. Von 2011 bis 2014 bekleidete er das Amt des Bürgermeisters des Stadtteils Tallinn-Innenstadt.
Im Juni 2014 wurde Mihhail Korb, als Nachrücker, Mitglied des estnischen Parlaments (Riigikogu). Dieses Mandat konnte er bei der Parlamentswahl 2015 verteidigen. Seit dem 23. November 2016 bekleidete Korb im Kabinett von Ministerpräsident Jüri Ratas das Amt des Ministers für öffentliche Verwaltung der Republik Estland. Nach umstrittenen Äußerungen zur NATO-Mitgliedschaft Estlands musste er am 24. Mai 2017 von seinem Amt zurücktreten. Im Anschluss übernahm er wieder sein Abgeordnetenmandat, das als Minister geruht hatte. Dieses konnte er bei der Parlamentswahl 2019 verteidigen.

### Privates
Mihhail Korb lebt in einer Beziehung. Er hat eine Tochter.